# 에두아르도 카메트

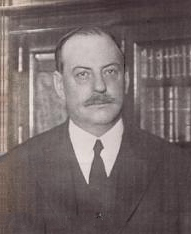

에두아르도 카메트로 잘 알려져있는 프란시스코 카르멜로 카메트(스페인어: Eduardo Camet, Francisco Carmelo Camet, 1876년 9월 16일 ~ 1931년 7월 14일)은 아르헨티나의 펜싱 선수로 19세기 후반부터 20세기 초반에 활동했다. 그는 파리에서 열린 1900년 하계 올림픽 펜싱 경기에 참가했으며 예선전에서 잘 경기했으며 준준결선과 준결선에서도 잘 싸워서 결선까지 올라왔다. 최종순위는 5위였다. 그는 암스테르담에서 열린 1928년 하계 올림픽 에페 단체 경기에 참가해서 동메달을 딴 카르멜로 펠릭스 카메트의 아버지이다.